# Fritz Schneider (motociclista)
Fritz Schneider   (16 de maig de 1950) és un ex-pilot de motocròs alemany que destacà en competició internacional durant la dècada de 1970, especialment en la categoria dels 125cc, on pilotant la Zündapp oficial fou un dels millors competidors al Campionat d'Europa inicial durant uns anys. El 1974 fou subcampió d'Europa de la categoria per darrere d'André Malherbe.
Originari de la Selva Negra, Schneider era especialista en conducció sobre circuits enfangats. Al llarg de la seva carrera va guanyar 9 Grans Premis (vuit de 125cc i un de 250cc), així com 3 Campionats d'Alemanya (dos de 125cc i un de 250cc).

## Palmarès al Campionat del Món
Font:
| Any  | Motocicleta | 250cc | 125cc |
| ---- | ----------- | ----- | ----- |
| 1973 | Zündapp     | -     | 3r    |
| 1974 | Zündapp     | -     | 2n    |
|      |             |       |       |
| 1977 | Maico       | 21è   | -     |
| 1978 | KTM         | 12è   | -     |
|      |             |       |       |
| 1981 | Sachs       | 20è   | -     |